# Gerhard Ludwig Müller
Gerhard Ludwig Müller (Mainz, 31 de dezembro de 1947) é um cardeal da Igreja Católica alemão, prefeito-emérito da Congregação para Doutrina da Fé, presidente-emérito da Pontifícia Comissão Ecclesia Dei, da Pontifícia Comissão Bíblica e da Comissão Teológica Internacional.

## Biografia
Estudou filosofia e teologia na Johannes Gutenberg-Universität, de Mainz, na Ludwig-Maximilians-Universität de Munique e na Albert-Ludwigs-Universität, de Freiburg im Breisgau. Ele obteve o doutorado em teologia em 1977, sob a supervisão do professor Karl Lehmann, futuro cardeal; sua tese foi "Kirche und Sakramente im religionslosen Christentum. Bonhoeffers Beitrag zu einer ökumenischen Sakramententheologie" ("A Igreja e os Sacramentos na Cristandade Sem Religião. A contribuição de Bonhoeffer para uma Teologia Sacramental Ecumênica").
Foi ordenado diácono em 3 de setembro de 1977 por Wolfgang Rolly, bispo-auxiliar de Mainz, na Augustinerkirche (igreja do seminário) de Mainz. Ele passou seu tempo como diácono na paróquia de São Franziskus em Mainz-Lerchenberg. Foi ordenado padre da Diocese de Mainz a 11 de fevereiro de 1978, na igreja de St. Martin em Mainz-Finthen, pelo Cardeal Hermann Volk, bispo de Mainz.
Em 1986, foi nomeado professor de dogmática católica na Universidade de Munique, onde permanece até hoje como professor honorário. Aos 38 anos, em 1986, foi um dos professores mais jovens da Universidade de Munique. Tornou-se professor visitante em várias universidades: Cusco (Peru), Madrid (Espanha), Filadélfia (EUA), Kerala (Índia), Santiago de Compostela (Espanha), Salamanca (Espanha), Roma (Itália), Lugano (Suíça) e São Paulo (Brasil). Seu trabalho de pesquisa enfoca o ecumenismo, a teologia da era moderna, a compreensão cristã da revelação, a hermenêutica teológica e a eclesiologia (o sacerdócio e a diaconaria).
Foi nomeado bispo da Diocese de Ratisbona em 1 de outubro de 2002, sendo consagrado em 24 de novembro, na Catedral de São Pedro em Ratisbona, pelo cardeal Friedrich Wetter, arcebispo de München und Freising, coadjuvado pelo cardeal Karl Lehmann, bispo de Mainz, e por Manfred Müller, bispo-emérito de Ratisbona. Em 1 de setembro de 2008, ele fundou o Instituto Papa Bento XVI em Ratisbona, que editou a publicação dos dezesseis volumes "Escritos Coletivos de Joseph Ratzinger" (Joseph Ratzinger. Gesammelte Schriften: JRGS); o bispo Müller foi pessoalmente encarregado da publicação da obra pelo Papa Bento XVI, que foi professor em Ratisbona de 1969 a 1977. Em 2 de julho de 2012, foi nomeado prefeito da Congregação para a Doutrina da Fé e elevado a arcebispo ad personam.
Em 12 de janeiro de 2014, foi anunciado pelo Papa Francisco que seria criado Cardeal da Igreja Católica, a receber o barrete cardinalício no consistório marcado para o mês seguinte. No primeiro consistório do Papa Francisco, a 22 de fevereiro, foi criado cardeal-diácono, com o título de Santa Inês em Agonia.
Desde 2018, sucedendo ao cardeal Darío Castrillón Hoyos, é o grão-prior da Sagrada Ordem Militar Constantiniana de São Jorge, ramo liderado pelo príncipe Pedro, Duque de Calábria.
Em 1º de julho de 2024 optou pela ordem presbiteral, mantendo sua diaconia elevada pro hac vice.

## Tomadas de posição
Müller afirmou que esperava deter a "crescente polarização entre tradicionalistas e progressistas [que] está a ameaçar a unidade da Igreja e a gerar fortes tensões entre seus membros". Ele continuou comentando sobre "tradicionalistas contra progressistas ou como quer que você os chame. Isso deve ser superado [...] precisamos encontrar uma unidade nova e fundamental na Igreja e nos países individuais. Unidade em Cristo, não uma unidade produzida de acordo com um programa e posteriormente invocado por um orador partidário. Não somos uma comunidade de pessoas alinhadas a um programa partidário, ou uma comunidade de pesquisa científica [...] nossa unidade nos é doada. Cremos na única Igreja unida em Cristo." 

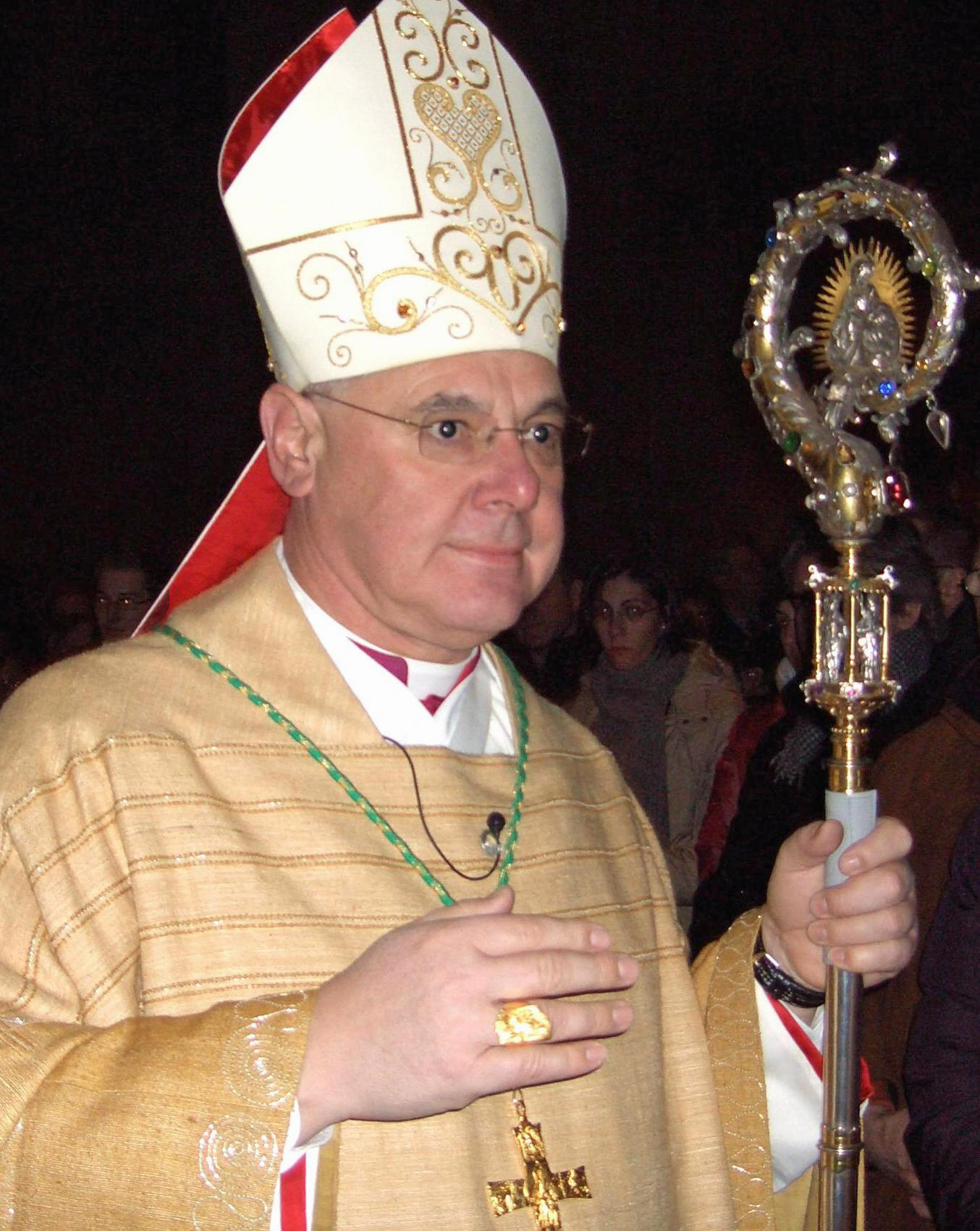
Müller na missa de Natal na Catedral de Regensburg (2006)

Numa entrevista ao Die Welt publicada em 1 de fevereiro de 2013, Müller opôs-se às críticas à igreja por sua má gestão dos casos de abuso sexual clerical e por sua condenação contínua da contracepção, casamento entre pessoas do mesmo sexo e incapacidade de ordenar mulheres.  Ele disse: "Campanhas de descrédito direcionadas contra a Igreja Católica na América do Norte e também aqui na Europa levaram clérigos em algumas áreas a serem insultados em público. Uma fúria criada artificialmente está crescendo aqui, o que às vezes lembra um sentimento de pogrom." Suas observações foram bastante criticadas por uma variedade de políticos alemães. 
Em 24 de novembro de 2012 foi nomeado membro do  Conselho Pontifício para os Textos Legislativos. Em novembro de 2012, Müller disse que os campos tradicionalistas e progressistas que veem o  Concílio Vaticano II  como uma ruptura com a verdade defendem uma "interpretação herética" do concílio e dos seus objetivos. O que o Papa Bento XVI havia descrito como "a hermenêutica da reforma, da renovação na continuidade" é, para Müller, a "única interpretação possível de acordo com os princípios da teologia católica". 
Em 19 de fevereiro de 2014, Müller foi nomeado membro da Congregação para as Igrejas Orientais.
Em 2015, Müller descreveu como via o papel da CDF quando o papa não era um teólogo como o papa Bento XVI havia sido.   Ele disse: "A chegada de um teólogo como Bento XVI na cátedra de São Pedro foi sem dúvida uma exceção. ... O Papa Francisco também é mais pastoral e nossa missão na Congregação para a Doutrina da Fé é fornecer a estrutura teológica de um pontificado".  Andrea Tornielli, do Vatican Insider, criticou Muller por inventar um novo papel não encontrado nos estatutos que definem o papel da CDF, acrescentando que Muller fazia muito mais pronunciamentos públicos do que seus predecessores estavam acostumados.
Em 1 de julho de 2017, o Papa Francisco nomeou Luis Ladaria Ferrer para suceder a Müller como Prefeito da CDF. Müller optou por se aposentar em vez de aceitar outra posição na Cúria.
Müller criticou a forma como o Papa Francisco o demitiu como chefe do CDF, que achou "inaceitável". Ele disse que no último dia útil de seu mandato de cinco anos, o Papa Francisco o informou "em um minuto" que não seria reconduzido para outro mandato. "Ele não deu uma razão. Assim como não deu nenhuma razão para demitir três membros altamente competentes da CDF alguns meses antes."  Mais tarde naquele mês, um relatório encomendado pela Diocese de Regensburg criticou duramente a forma como Müller lidou com os casos de abuso sexual cometidos por padres, enquanto bispo.
No contexto da encíclica Amoris laetitia do Papa Francisco e sua permissão para católicos divorciados receberem a Comunhão, Müller criticou o papado de Francisco e a teologia latino-americana em geral por falta de rigor teológico.

## Casos de abuso sexual
Em 2012, a Survivors Network for those Abused by Priests (Rede de Sobreviventes para Abusados por Padres - SNAP)   criticou a nomeação de Müller para a Congregação para a Doutrina da Fé porque ele havia reintegrado Peter Kramer no ministério paroquial após Kramer ter sido condenado em 2000 por abusar sexualmente de crianças. Kramer tinha completado a terapia ordenada pelo tribunal.   Müller não informou a nova paróquia de Kramer sobre sua história passada e Kramer voltou a abusar de crianças. Müller pediu desculpas em 2007 por lidar mal com o caso. 
Em 2016, Fritz Wallner, um antigo presidente do conselho diocesano leigo de Regensburg, alegou que Müller, como bispo de Regensburg, tinha "sistematicamente" impedido a investigação de abusos no coro de rapazes Regensburger Domspatzen. Georg Ratzinger, irmão do Papa Bento XVI, liderou o coro de 1964 a 1994. Müller insistiu que nem a igreja, nem os seus bispos eram responsáveis pelos maus tratos. Em fevereiro de 2012, ele afirmou que "se um professor abusa de uma criança, a culpa não é da escola nem do Ministério da Educação". Afirmou que só o perpetrador é culpado. Em 2016, foi instituída uma comissão de 12 membros para abordar a história dos abusos e o seu encobrimento no coro, um movimento que os críticos consideravam já há muito esperado.
Em Julho de 2017, um relatório abrangente encomendado pela Diocese de Regensburg sobre os abusos no coro, disse que Müller tinha "clara responsabilidade pelas fraquezas estratégicas, organizacionais e comunicativas" da resposta da igreja quando os abusos foram denunciados pela primeira vez.

### Notícias
- Pobre para os pobres, a missão da Igreja – um livro do Card. Müller com contributos do P. Gutierrez, fundador da teologia da libertação (archivioradiovaticana.va) - 27 de março de 2014